# Cristiano Del Grosso
Cristiano Del Grosso, né le 24 mars 1983 à Giulianova, est un ancien footballeur italien qui évoluait au poste d'arrière gauche. Il est le frère jumeau de Federico Del Grosso (en).

## Carrière
Il joue de 2008 à 2013 au Robur Sienne, et depuis 2013 à l'Atalanta, qui le prête en 2015 au club de Bari,,.